# M/S Västan

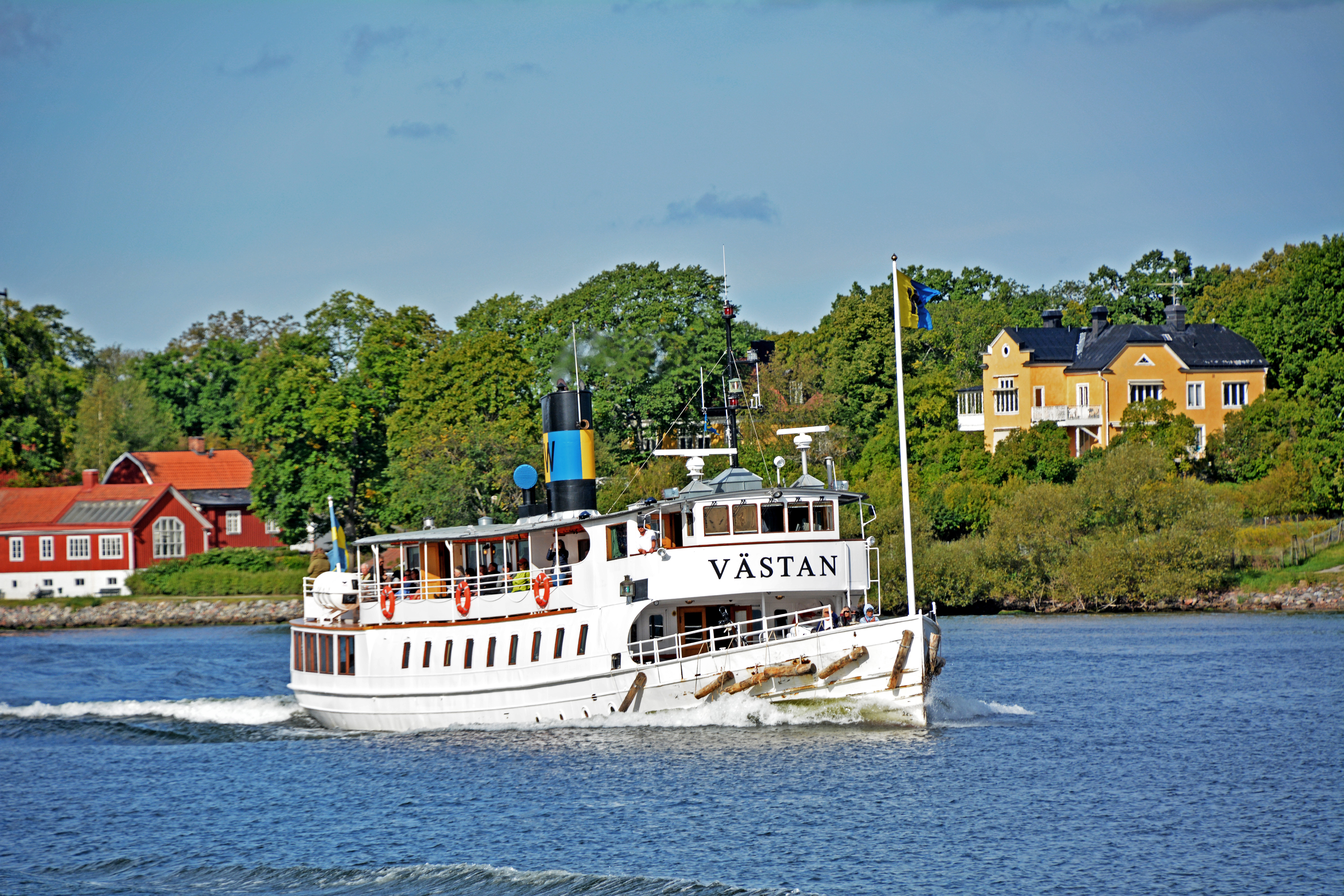
M/S Västan utanför Djurgården i Stockholm

M/S Västan är ett passagerarfartyg som tillhör Waxholmsbolaget och som trafikerar Stockholms skärgård. Hon byggdes på Motala Verkstad år 1900 som S/S Nya Svartsjölandet, köptes av Waxholmsbolaget 1937 och döptes då om till Västan. Fartyget motoriserades till dieseldrift år 1953. Denna maskin var i tjänst fram till 1966, då den byttes ut mot en starkare maskin av samma typ.
Vintern 2011/12 totalrenoverades Västan i Simrishamn. Bland annat byttes B&W Alpha-dieselmotorn mot ett dieselelektriskt maskineri bestående av en Volvo Penta D16 dieselgenerator och en ABB elmotor. Som reservgenrator installerades en Volvo Penta D9 dieselgenerator. Vid renoveringen byttes den mesta av plåten ut, samt andra strukturella komponenter.
Västan har tjänstgjort på många olika trader under sin tid i Waxholmsbolaget, men trafikerar numera främst Stockholm–Grinda under sommartidtabellen samt Vaxholm och Ljusterö under vår- och höstsäsong.
M/S Västan är det äldsta av de tre klassiska fartyg som Waxholmsbolaget ännu har i trafik. De övriga två, S/S Storskär och S/S Norrskär, är byggda 1908 respektive 1910.
Fartyget k-märktes i september 2012.

## Galleri

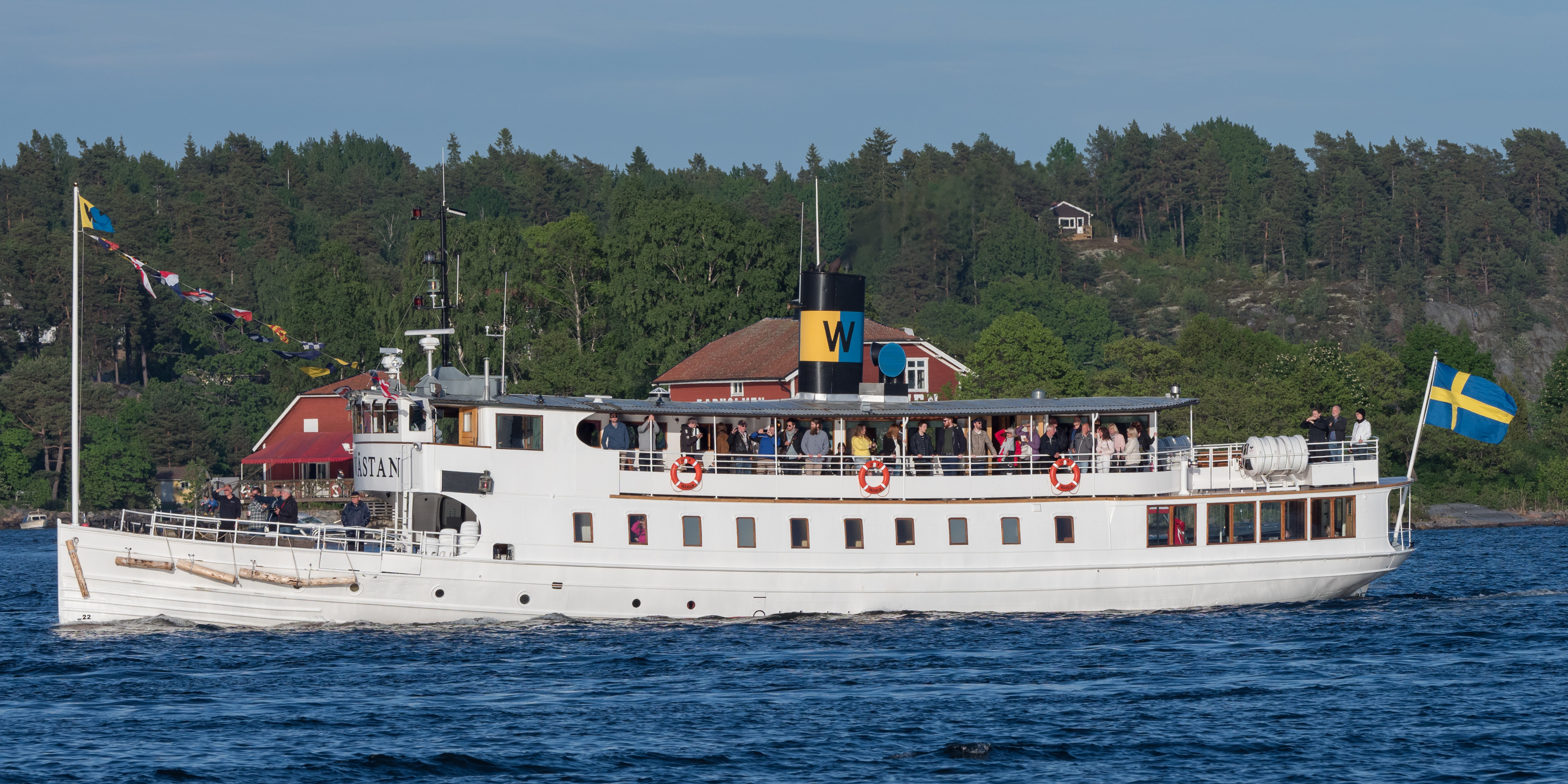
M/S Västan anlöper Vaxholm.
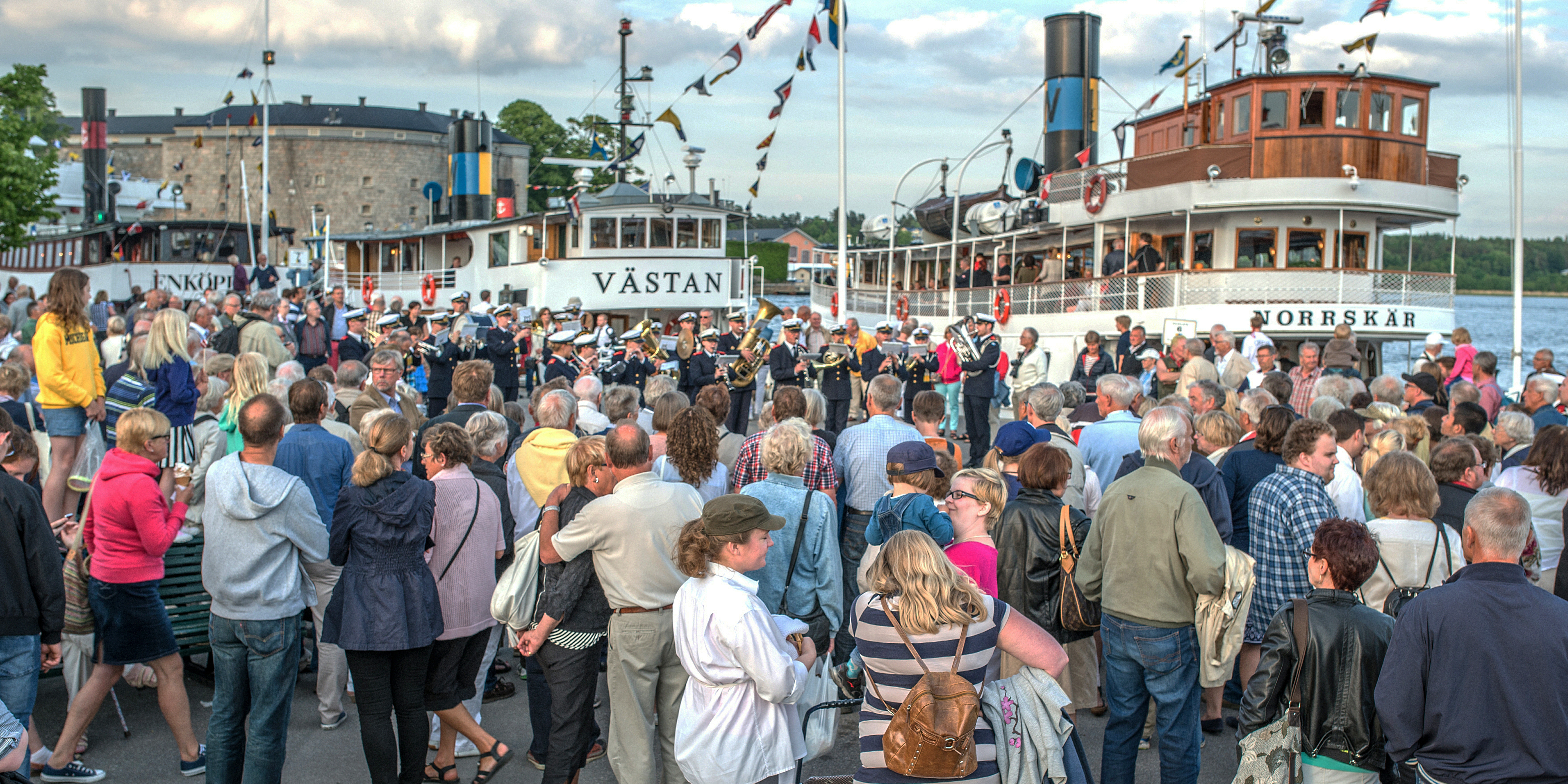
M/S Västan i Vaxholm.
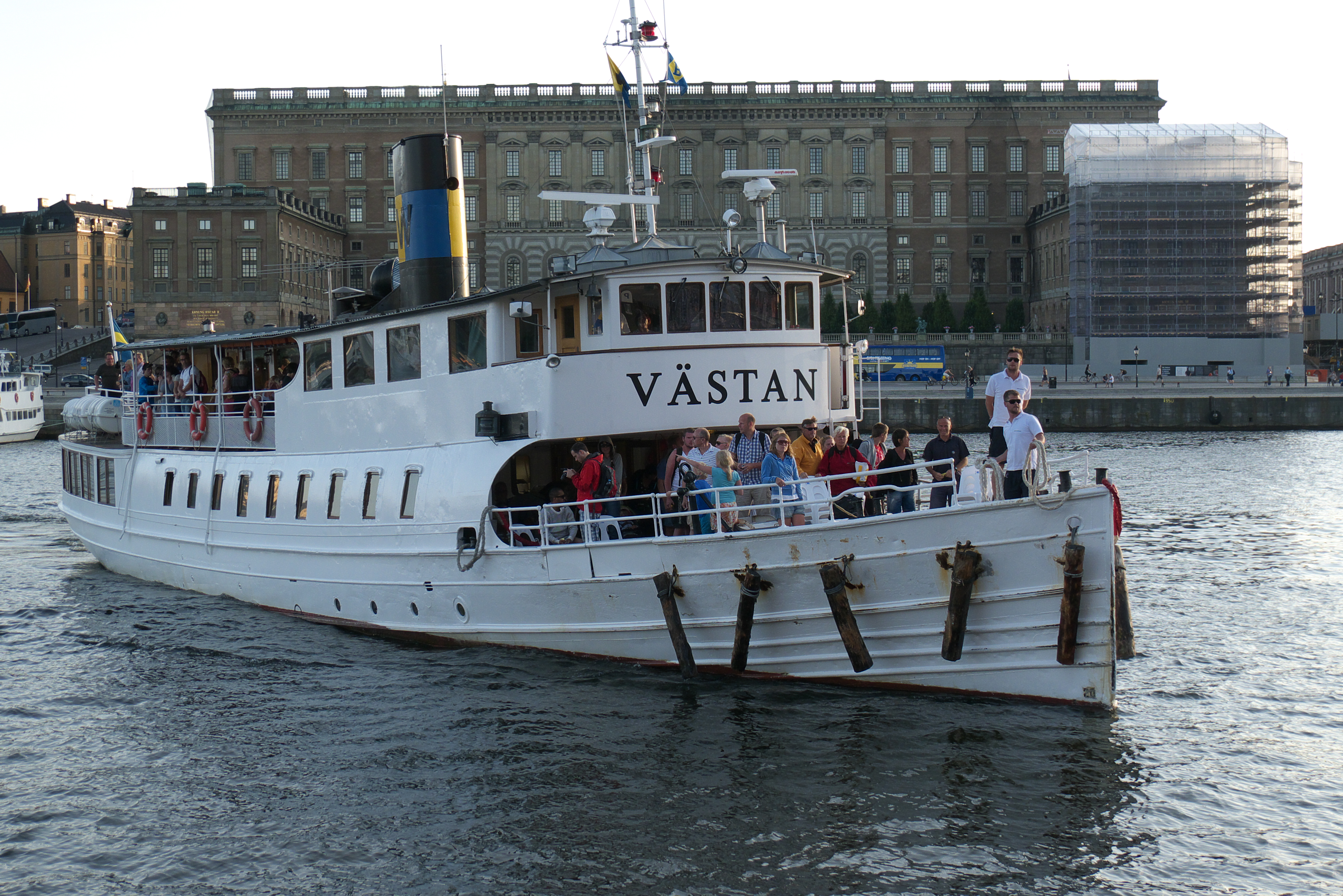
M/S Västan framför Kungliga Slottet i Stockholm.